# Law society of Upper Canada c. Skapinker
Décision
Le pourvoi de la Law Society a été accueilli.
Law society of Upper Canada c. Skapinker est une décision de la Cour suprême du Canada en 1984. Il s'agit d'une décision importante en matière de liberté de circulation protégée sous l'article 6 de la Charte canadienne des droits et libertés. Il s'agit également de la première décision en lien avec la Charte canadienne des droits et libertés à se rendre en cour suprême depuis son adoption en 1982.

## Avis unanime de la Cour
La Cour a conclu à l'unanimité que les droits de Skapinker n'étaient pas violés par la Loi sur le Barreau. Le juge Estey, au nom de la Cour, a reconnu la difficulté d'interpréter la Charte puisqu'elle ne devait pas être traitée comme une loi. Il a examiné les titres de chaque section et a essayé de les concilier avec le libellé des sections. Il a noté plusieurs facteurs qui doivent être pris en compte:
Le degré de difficulté en raison de l'ambiguïté ou de l'obscurité dans l'interprétation de l'article;
La longueur et la complexité de la disposition;
L’apparente homogénéité de la disposition figurant sous l’intitulé; l'utilisation d'une terminologie générique dans l'en-tête;
La présence ou l'absence d'un système de rubriques qui semblent séparer les éléments constitutifs de la Charte;
Et la relation entre la terminologie employée dans le titre et le fond de la disposition du titre.
En fin de compte, Estey conclut que l'article 6 «  ne crée pas un droit distinct au travail, qui n'a rien à voir avec les dispositions relatives à la liberté de circulation et d'établissement parmi lesquelles il se trouve. Les deux droits (à l'al. a) et à l'al. b)), se rapportent au déplacement dans une autre province, soit pour y établir sa résidence, soit pour y travailler sans y établir sa résidence ». Par conséquent, l'appel a été rejeté. Estey, cependant, a ajouté que son interprétation a été intentionnellement prudente en raison de la nouveauté de la Charte et qu'il pourrait y avoir lieu d'élargir davantage le droit à l'avenir.

## Annexe